# Bundesverwaltungsgericht
Bundesverwaltungsgericht (BVerwG) (forbundsforvaltningsdomstolen) er Tysklands øverste domstol i administrative spørgsmål.  
Fra 1953 til 2002 havde domstolen sæde i den tidligere preussiske overforvaltningsdomstols bygning i Berlin. Derefter flyttede domstolen ind rigsrettens tidligere lokaler i Leipzig. 

## Militære sager
Fra 1957 til 2003 blev værnepligts- og andre militære sager behandlet af forvaltningsdomstolens afdeling i München. I 2003 blev disse sager flyttet til Leipzig.  

## Forgængere
Storhertugdømmet Baden fik en forvaltningsdomstol i 1863. I 1875 fulgte Hessen-Darmstadt og Preussen efter. Senere kom der også forvaltningsdomstole i andre tyske stater. Desuden fik Østrig en forvaltningsdomstol i 1876. 
Både i det tyske kejserrige (1871-1918) og i Weimarrepublikken var der forgæves forsøg på at oprette en fællestysk forvaltningsdomstol. 
I 1941 afskaffede Hitler forvaltningsdomstolene i Østrig og i de tyske delstater. Derefter blev der oprettet en rigsforvaltningsdomstol i Berlin. Denne domstol forsvandt i 1945.
51°19′59″N 12°22′11″Ø / 51.33301°N 12.36981°Ø